# Fundíbulo
El fundíbulo, trabuquete, almajaneque o lanzapiedras fue un arma de asedio medieval, empleada para destruir murallas o lanzar proyectiles de piedra sobre los muros.
Se cree que lo inventaron en China entre los siglos V a. C. y III a. C., se extendió hacia el oeste por los ávaros, siendo adoptado por los bizantinos a mitad del siglo V. El fundíbulo de contrapeso fue un perfeccionamiento del fundíbulo de tracción, apareció en las tierras cristianas y musulmanas del mediterráneo alrededor del siglo siglo XII, yendo este diseño a China en el siglo XIII a través de las conquistas mongolas.

## Características

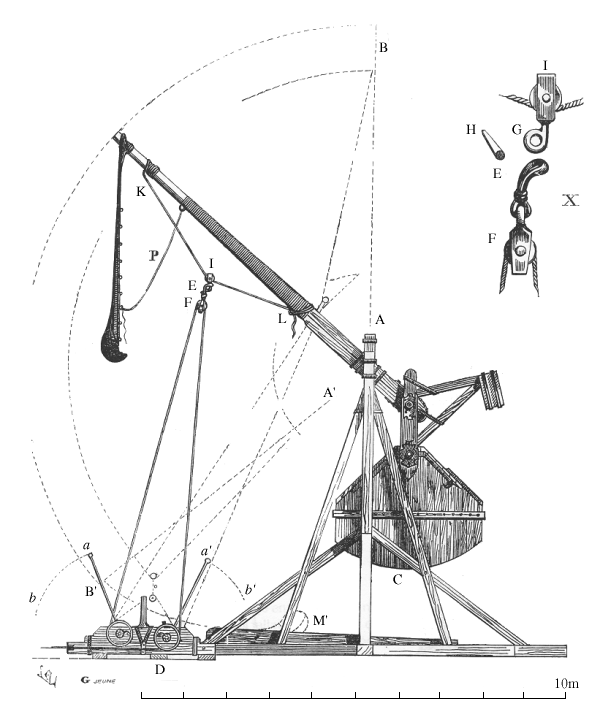
Ilustración de los componentes de un fundíbulo, Dictionnaire raisonné de l'architecture française du XIe au XVe siècle (1854–1868).

Un fundíbulo está formado por una viga o barra de madera sujeta a un armazón que la mantiene elevada del suelo. El punto de apoyo de la viga (usualmente un eje) está colocado en la parte superior del armazón. Del brazo corto de la barra se encuentra suspendido un contrapeso y del brazo largo una honda. La honda tiene un extremo atado a la viga y un extremo libre con un lazo donde se engancha la bolsa del proyectil.
El proyectil del fundíbulo solía ser una piedra grande o una esfera de piedra, aunque en ocasiones se empleaban otro tipo de proyectiles: animales muertos, colmenas, cabezas de enemigos decapitados, pequeñas esferas de arcilla cocida que explotarían al impacto como metralla, barriles de brea o aceite encendidos, o hasta negociadores que no habían tenido éxito, heces de animales, prisioneros de guerra y espías vivos.

#### Dimensiones
Las dimensiones de cada uno de los componentes del fundíbulo determinan el funcionamiento que tendrá el arma. La viga es uno de los elementos cruciales. Debe ser lo más ligera posible, pero lo suficientemente fuerte para no romperse en el disparo. La proporción entre los brazos largo y corto de la viga y la longitud de la honda son factores muy importantes para determinar el alcance que logrará el proyectil. El propósito de un buen diseño es convertir la mayor cantidad posible de la energía potencial del contrapeso en energía cinética para el proyectil. Si la transferencia es de un 100%, y no existe fricción, el alcance máximo {\displaystyle R_{\text{max}}}, del proyectil sería de {\displaystyle R_{\text{max}}=2hm_{\text{c}}/m_{\text{p}}}, donde {\displaystyle h} es la distancia que recorre el contrapeso al caer y {\displaystyle m_{\text{c}}} y {\displaystyle m_{\text{p}}} son las masas del contrapeso y del proyectil, respectivamente. La eficacia real de un fundíbulo es entonces simplemente determinada como la proporción entre el alcance conseguido y el alcance máximo calculado.

#### Características técnicas
Si bien el tamaño y el peso de la máquina pueden variar mucho de un fundíbulo a otro, estas son las características más comunes:
- Longitud de eje: de 8 a 12 metros.
- Peso de contrapesos: entre 10 y 18 toneladas.
- Peso del proyectil: de 80 a 100 kg.
- Alcance máximo: un poco más de 200 metros.
- Operadores: alrededor de 60 personas (carpinteros, mamposteros, etc.).
- Cadencia de disparo: 1 a 2 tiros por hora.

#### Diseños
Los diseños eran llevados a cabo realizando modificaciones en un modelo a escala. No existen descripciones realmente detalladas de fundíbulos medievales (o anteriores) que den información acerca de las dimensiones o formas de la viga o la proporción entre el brazo largo y el corto de la viga, entre otras cosas. Ningún modelo de tiempos medievales ha sobrevivido. Los pocos dibujos contemporáneos existentes son extremadamente esquemáticos e incluso a veces muestran proporciones físicamente imposibles. Los métodos usados para mejorar su funcionamiento y diseño eran, aparentemente, secretos militares, y no estaban disponibles para los reconstructores de hoy en día.

## Funcionamiento y eficacia

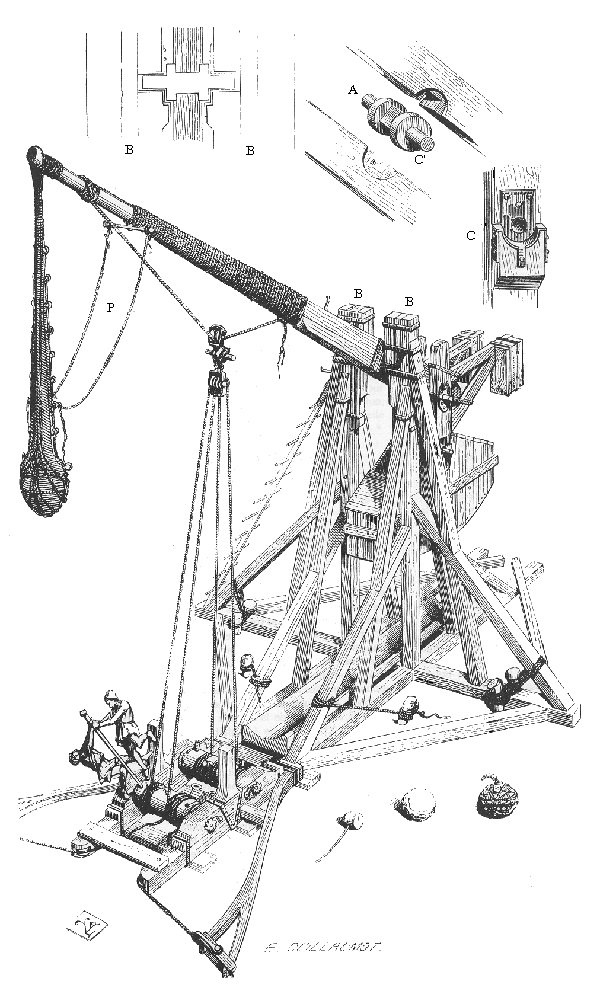
Amartillamiento de un fundíbulo, Dictionnaire raisonné de l'architecture française du XIe au XVe siècle (1854–1868).

Un fundíbulo funciona como una palanca. Es amartillado levantando el contrapeso, por lo general con un torno o malacate. Un mecanismo disparador mantiene el contrapeso en su posición. La honda es colocada en forma horizontal, sobre un canal, en la base del armazón, paralelo a la barra y el proyectil colocado en su bolsa. Cuando se suelta el disparador, el contrapeso cae y la viga impulsa la honda, primero horizontalmente a través del canal y luego, en el aire, haciéndola describir un arco hacia arriba. Cuando el proyectil está cerca del punto en que la honda forma un ángulo de 45° con la horizontal, el gancho se desliza del extremo libre de la honda y vuela libremente hacia su objetivo. 
Al emplazar y apuntar el fundíbulo, se deben realizar varios intentos antes de lograr una posición óptima para el ataque. Pequeños ajustes pueden ser hechos cambiando el ángulo del gancho que sostiene el extremo libre de la honda o alterando la longitud de la honda.
Los fundíbulos eran armas muy poderosas, con un alcance de unos 275 metros. Los diseñadores de castillos construían a menudo sus fortificaciones previendo un ataque con fundíbulos. Por ejemplo, el castillo de Caerphilly, en Gales, estaba rodeado por lagos artificiales para mantener a los sitiadores con sus armas de asedio a gran distancia. El alcance de muchos fundíbulos era en realidad más corto que el de un arquero inglés (250–300 m), convirtiendo en peligrosa la tarea de operar un fundíbulo durante un sitio. Esto significaba que los asedios podían durar mucho tiempo, a veces hasta varios años.
Debido al tiempo empleado para cargar la honda y levantar el contrapeso en fundíbulos grandes, no es posible hacer más que un par de tiros por hora. Algunos más pequeños pueden disparar un par de veces por minuto. 
Un fundíbulo puede aumentar su eficiencia realizando ciertas modificaciones. Una es permitiendo al contrapeso bajar en forma totalmente vertical. Esto maximiza la transferencia de la energía potencial del contrapeso al proyectil. Otra es colocarle ruedas al fundíbulo. Estas permiten al armazón moverse libremente de atrás para adelante, haciéndolo más estable, ya que la fuerza que genera el contrapeso al caer es transferida al movimiento hacia adelante del fundíbulo, en vez de hacer inclinar al armazón, dañando la estructura.

### Almajaneque
El almajaneque (del ár. and. almanǧaníq) era una versión pesada del fundíbulo, utilizada para lanzar grandes piedras de más de 500 kg de peso, con el fin de destruir las murallas o almenas de los castillos asediados.
Su funcionamiento estaba basado en el sistema de palanca, con un brazo largo con el eje descentrado en cuyo extremo había un contrapeso; los más sofisticados tenían sistemas de reenvío mediante poleas. Habitualmente eran sencillos y se construían al pie de las murallas a derribar: disparaban los proyectiles en trayectoria baja y no alcanzaban gran altura, de manera que las piedras disparadas golpeaban contra las murallas, en vez de volar sobre ellas y caer en el interior del recinto.
Eran unas máquinas de diseño sencillo y rústico, pero a su vez eficaces y demoledoras.
Un gran almajaneque fue utilizado por Abderramán III en el asedio al castillo de Juviles, en las Alpujarras de Granada, con el que bombardeó con proyectiles de piedra sin cesar el castillo, hasta conseguir al cabo de 15 días la rendición del mismo.

## Historia y primeros usos

### Orígenes
El fundíbulo deriva de la antigua honda. En realidad, una variante de ella (que usaba una pequeña vara de madera para extender el arma y proveerle un mejor apalancamiento) evolucionó para convertirse en el fundíbulo de tracción, en el cual un grupo de personas tiraban de cuerdas atadas al brazo corto de una palanca que tiene una honda en el brazo largo. Este tipo de fundíbulo es más pequeño y tiene un alcance menor que el fundíbulo de contrapeso, pero es una máquina más fácil de transportar y tiene un promedio más rápido de disparos. Los fundíbulos de tracción más pequeños pueden ser accionados por la fuerza de una persona tirando de una sola cuerda, pero la mayoría eran diseñados de un tamaño tal que se necesitaban entre 20 y 100 hombres para hacerlo funcionar; normalmente se ubicaban dos personas por cuerda. Estos eran a veces ciudadanos que ayudaban en el sitio o en la defensa de su ciudad.

### Primeros fundíbulos
Se cree que los primeros fundíbulos fueron usados en China en el siglo V a. C. Los fundíbulos chinos de contrapeso eran llamados Huihui Pao (回回砲) o Xiangyang Pao (襄陽砲), "huihui" significa musulmán) porque los chinos conocieron los primeros fundíbulos durante los sitios a las ciudades de Fangyang y Xiangyang, cuando el ejército mongol, incapaz de capturar las ciudades a pesar de haberlas sitiado por muchos años, contrató a dos ingenieros persas, quienes construyeron fundíbulos de contrapeso y pronto redujeron las ciudades a escombros, forzando a las guarniciones a rendirse.

### Hacia Occidente

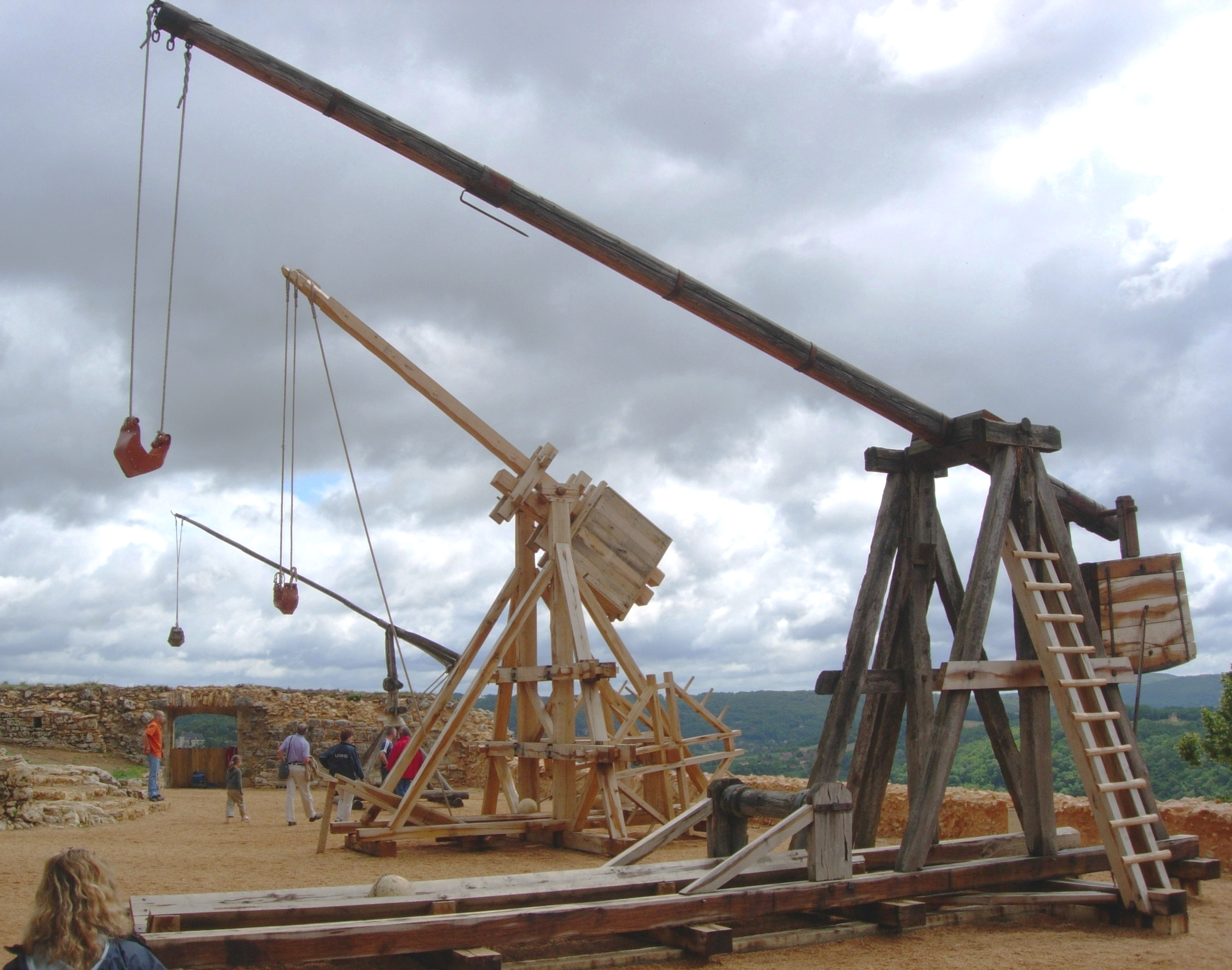
Réplica de un fundíbulo en Château de Castelnaud.

El uso del fundíbulo se extendió hacia el oeste y alcanzó los países árabes a través de Persia y Bizancio. El arte de construirlos llegó a conocerse en los países nórdicos desde el norte de Alemania, cuya maquinaria de guerra es regularmente mencionada en los libros de la Liga Hanseática. Hay ciertas dudas sobre el período exacto en que estos artefactos y el conocimiento sobre ellos llegaron a Escandinavia. Los vikingos pueden haberlos conocido en una época mucho más temprana, como el monje Abbo de St. Germain indica sobre el sitio de París (885–886), en su épica De belle Parisiato, fechada alrededor del año 890.
Los fundíbulos fueron usados por primera vez en Italia a fines del siglo XII e introducidos en Inglaterra en 1216, durante el sitio de Dover. En 1304, durante el asedio al castillo de Stirling, Eduardo I de Inglaterra ordenó a sus ingenieros que construyeran un fundíbulo gigante para el ejército inglés, llamado Warwolf («lobo de guerra»). Ningún detalle de su diseño ha sobrevivido hasta la actualidad.

### Últimos fundíbulos
Con la introducción de la pólvora, el fundíbulo fue reemplazado como arma de asedio preferida por el cañón. El último uso militar registrado fue en 1521, durante el sitio a la capital azteca por Hernán Cortés. El relato del ataque menciona que se utilizó por la falta de pólvora. Sin embargo, el intento fue desafortunado: según el libro Visión de los vencidos, esta arma realizó varios disparos antes de romperse.

Como teníamos muy poca pólvora, habíamos puesto en plática, más había de quince días, de hacer un trabuco; y aunque no había maestros que supiesen hacerle, unos carpinteros se profirieron de hacer uno pequeño, y aunque yo tuve pensamiento que no habíamos de salir con esta obra, consentí que lo siguiesen; y en aquellos días que teníamos tan arrinconados los indios acabóse de hacer, y llevóse a la plaza del mercado para lo asentar en uno como teatro que está en medio della (...); y traído allí, tardaron en lo asentar tres o cuatro días; y los indios nuestros amigos amenazaban con él a los de la ciudad, diciéndoles que con aquel ingenio los habíamos de matar a todos. Y aunque otro fruto no hiciera, como no hizo, sino el temor que con él se ponía, por el cual pensábamos que los enemigos se dieran, era harto; y lo uno y lo otro cesó, porque ni los carpinteros salieron con su intención, ni los de la ciudad, aunque tenían temor, movieron ningún partido para se dar, y la falta y defecto del trabuco disimulámosla con que, movidos de compasión, no los queríamos acabar de matar.
—Hernán Cortés, Tercera carta de relación

## Fundíbulos en la actualidad

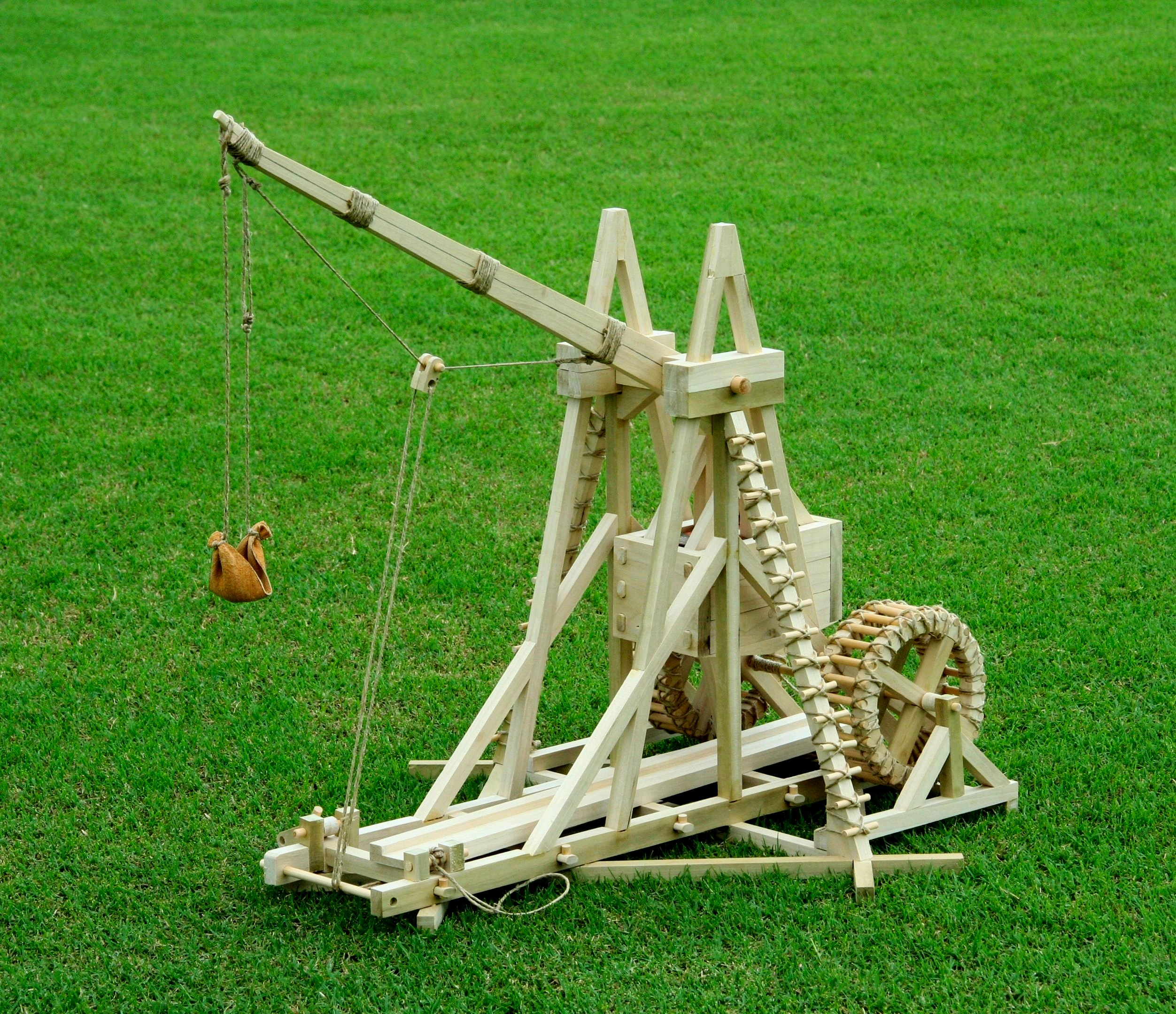
Modelo comercial de un fundíbulo medieval.

Actualmente muchas personas construyen y experimentan con fundíbulos por diversión y son usados en las aulas para ilustrar principios mecánicos y físicos. Existen desde pequeños modelos a escala hasta grandes réplicas de varias toneladas. 
Existen fundíbulos modernos con algunas mejoras:
- Fundíbulo de brazo flotante[4]
- Fundíbulo F2K
- Scissor-jack.[5]
- Whipper.[6]
- MRT (en inglés: Multi-Rotational Trebuchet) Fundíbulo multirrotatorio. Es menos eficiente que uno de brazo flotante, pero más eficaz que un fundíbulo tradicional. El brazo da una o dos vueltas completas antes de lanzar el proyectil.